# 中国环球电视网俄语频道
中国环球电视网俄语国际频道是中国环球电视网旗下所拥有的一条俄语广播频道。该频道为中国央视继中文国际频道（CCTV-4）、中国环球电视网主频道（CGTN English）、中国环球电视网西班牙语频道（CGTN Español）、中国环球电视网法语频道（CGTN Français）和中国环球电视网阿拉伯语频道（CGTN العربية）之后开播的第六条国际频道。

## 历史
2009年9月10日，该频道正式开播。台标起初为CCTV-R，后改为CCTV加勺型加‘’俄语单词，是该台最早使用在台标上使用外语单词的频道之一，另一频道为此前的中国中央电视台阿拉伯语国际频道。第一个节目为中华人民共和国与俄罗斯联邦建交60周年大会暨中国“俄语年”闭幕仪式。
2011年1月1日，台标改为勺标放大版“CCTV-”。
2014年4月18日，该频道迁入央视新址演播室改版播出，画面播出比例改为16:9横向压缩4:3，和阿拉伯语频道一同更换全新包装。2015年4月1日，频道台标横向压缩，使其适应16:9格式。
2016年12月31日中午12點，因應中国环球电视网开播，原「中国中央电视台俄语国际频道」置换為「中国环球电视网俄语频道」（ ）。

## 节目
| 节目名称     | 节目类型 / 简介 / 备                                                                            |
| ------------ | ----------------------------------------------------------------------------------------------- |
| 播放中节目   |                                                                                                 |
| 综合新闻     | 新闻报道节目                                                                                    |
| 欧亚新闻联播 | 新闻报道节目                                                                                    |
| 财经新闻     |                                                                                                 |
| 跟我学       |                                                                                                 |
| 纪录片       |                                                                                                 |
| 旅游指南     |                                                                                                 |
| 对话         | 于网页出现的俄语又名为                                                                          |
| 电视剧       | 于网页出现的中文又名《放映厅》 以汉语原音广播播放中国电视剧并提供俄文字幕，或者播放俄语配音版本 |
| 曾播放节目   |                                                                                                 |
| 北京时间     | 新闻报道节目                                                                                    |
| 中国新闻     | 新闻报道节目                                                                                    |
| 亚洲新闻     | 新闻报道节目                                                                                    |
| 观点         |                                                                                                 |
| 学汉语       |                                                                                                 |
| 印象中国     |                                                                                                 |
| 功夫         |                                                                                                 |
| 荧屏导视     |                                                                                                 |
| 流行乐坛     | 于网页出现的俄语又名为                                                                          |
| 胜者为王     | 综艺性武术节目，以俄语配音播放                                                                  |
| 中国厨艺     |                                                                                                 |
| 综艺大观     | 中文前名《综艺荟萃》                                                                            |
| 故事汇       |                                                                                                 |

## 主播和主持人
以下所有主播和主持人均以俄语为准：
- （向仲南）
- （付饶）
- （唐海平）

### 网页
- 中央电视台俄语国际频道9月10日开播 央视网，2009年9月3日